# Filostachys złotobruzdowy
Filostachys złotobruzdowy (Phyllostachys aureosulcata McClure) – gatunek bambusa z rodziny wiechlinowatych (traw). Naturalnie występuje w Chinach w prowincjach Jiangsu, Zhejiang i Anhui. Uprawiany w Europie i Ameryce Północnej jako roślina ozdobna ze względu na dużą zimotrwałość. Roślina może być z powodzeniem uprawiana także w warunkach klimatycznych Polski, posiada kilka odmian uprawnych (kultywarów) i form botanicznych.

## Morfologia
Pędy żółtozielone z upływem czasu w bruzdach przebarwiają się na kolor żółty. Na stanowiskach naturalnych dorasta maksymalnie do wysokości 10 m przy średnicy pędów 1–4 cm, które czasami w dolnej części nie rosną prosto tylko w formie fantazyjnych zygzaków.  Pochwy pędowe paskowane bez plam lub z nielicznymi plamami. Liście ciemnozielone długości 5–17 cm.

## Zastosowanie
Bambus uprawiany w Europie od drugiej połowy XX wieku jako roślina ozdobna. Formy botaniczne i odmiany uprawne różnią się od gatunku między innymi kolorystyką pędów.
Wybrane formy i odmiany uprawne:
- f. pekinensis
- f. aureocaulis
- f. spectabilis
- 'Harbin'
- 'Harbin Inversa'